# Equazione di Colebrook
In fluidodinamica la correlazione di Colebrook è un'equazione che permette di ricavare il coefficiente di attrito di Darcy {\displaystyle \lambda } di un generico fluido in condotta. Questo legame matematico nasce dalla combinazione di risultati empirici a studi di flusso laminare e turbolento nelle tubature. Fu sviluppata nel 1939 da C. F. Colebrook e White.
È così definita:
{\displaystyle {\frac {1}{\sqrt {\lambda }}}=-2\log \left({\frac {2{,}51}{Re\,{\sqrt {\lambda }}}}+{\frac {\varepsilon /D}{3{,}71}}\right)}
dove:
- {\displaystyle \lambda } coefficiente d'attrito di Darcy;
- {\displaystyle \varepsilon /D} è la scabrezza relativa;
- {\displaystyle Re} è il numero di Reynolds.
- il logaritmo è in base 10.

L'equazione di Colebrook è rappresentata nel diagramma di Moody, che permette la sua soluzione grafica.

## Approssimazioni e formule pratiche
A causa della natura implicita dell'equazione di Colebrook, la determinazione del coefficiente d'attrito {\displaystyle \lambda } richiede  alcune iterazioni o l'utilizzo di un metodo di risoluzione. Per questo motivo negli anni passati si è giunti alla determinazione di alcune formule che, per quanto approssimate, permettono una risoluzione più veloce del problema.
Ne può essere un esempio l'equazione approssimata determinata da S. E. Haaland nel 1983. Quest'equazione è conosciuta come equazione di Haaland, ed è così definita:
{\displaystyle {\frac {1}{\sqrt {\lambda }}}=-1{,}8\log \left[\left({\frac {\varepsilon /D}{3{,}7}}\right)^{1{,}11}+{\frac {6{,}9}{Re}}\right]}
Un'ulteriore equazione approssimata è quella proposta da Supino, nelle intenzioni dell'autore valida solo per le parti della zona di transizione vicine al moto in tubo idraulicamente liscio e al moto assolutamente turbolento, ma poi generalizzata. Essa ha la seguente forma:
{\displaystyle \lambda =\lambda _{\infty }\left(1+{\frac {8}{Re\cdot \varepsilon /D}}\right)}
dove il termine {\displaystyle \lambda _{\infty }} rappresenta il valore di {\displaystyle \lambda } in caso di moto puramente turbolento (cioè quando il numero di Reynolds tende a infinito), calcolabile dalla formula:
{\displaystyle \lambda _{\infty }=\left[-2\log \left({\frac {\varepsilon /D}{3{,}71}}\right)\right]^{-2}={\frac {1}{4}}\left(\log \left({\frac {\varepsilon /D}{3{,}71}}\right)\right)^{-2}}